# Seiichi Tobata
Seiichi Tobata (東畑 精一, Tobata Seiichi, 2 février 1899 - 6 mai 1983) est un professeur d'agriculture, et un pionnier de l'économie agricole. Seiichi Tobata est décoré de l'édition 1968 du prix Ramon Magsaysay du Service Public pour ses contributions à la modernisation de l'agriculture japonaise. Il est également porteur du Grand Cordon de l'Ordre du Soleil levant (1975) et de l'Ordre de la Culture (1980).